# عسكرة الفضاء

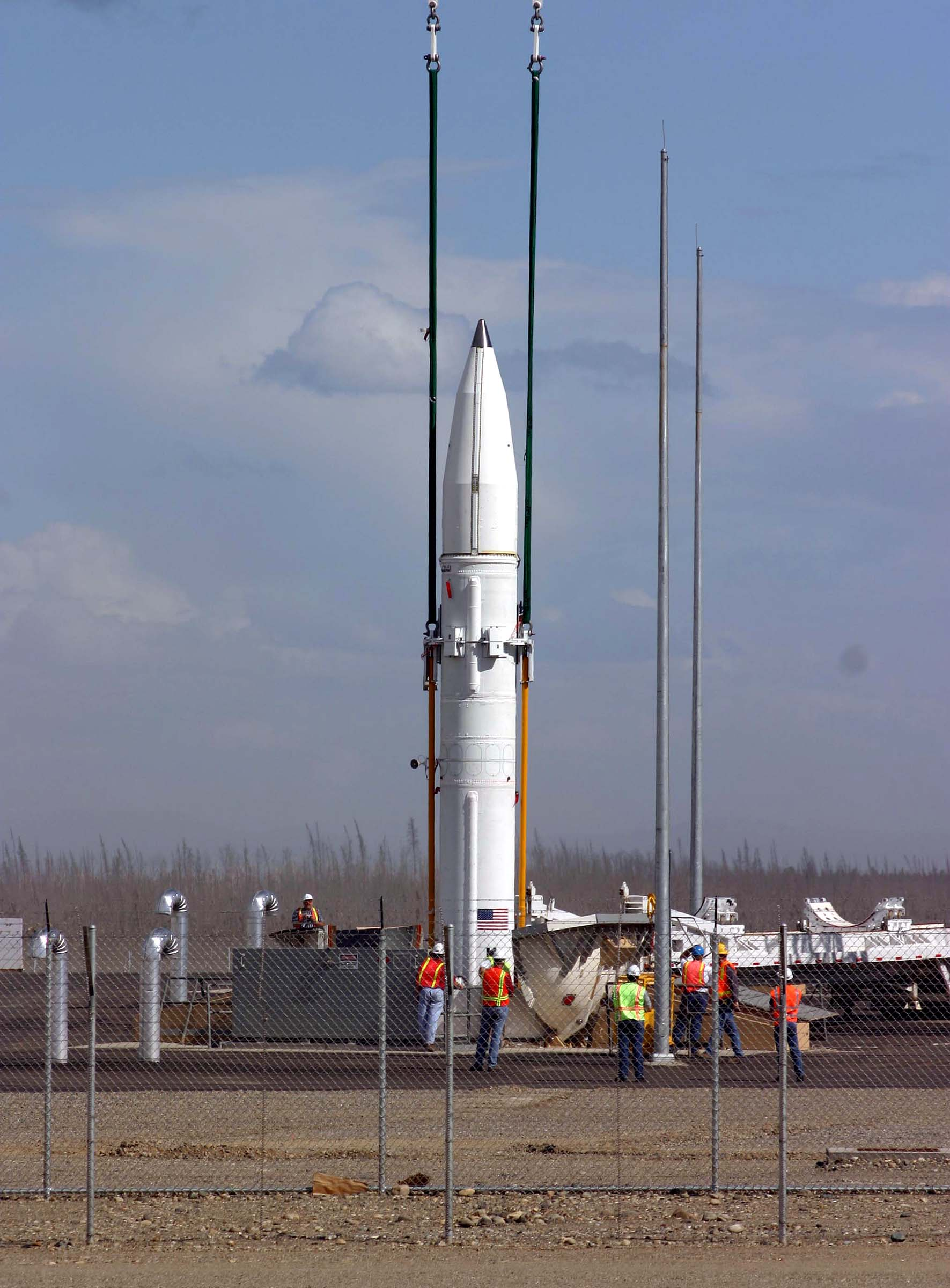
جهاز تلقي أرضي، مصمم لتدمير الصواريخ الباليستية العابرة للقارات، يتم إنزاله في صومعته في مجمع الدفاع الصاروخي في فورت غريلي، ألاسكا، 22 يوليو 2004.

يشير مصطلح عسكرة الفضاء إلى وضع وتطوير الأسلحة والتكنولوجيات العسكرية في الفضاء الخارجي. كان للاستكشاف المبكر للفضاء في منتصف القرن العشرين، جزئيًا، دافع عسكري، حيث استخدمته الولايات المتحدة والاتحاد السوفيتي كفرصة لإثبات تكنولوجيا الصواريخ الباليستية وغيرها من التقنيات التي لديها إمكانية في الاستخدام العسكري. تم استخدام الفضاء الخارجي منذ ذلك الحين كموقع تشغيل للمركبات الفضائية العسكرية مثل أقمار التصوير والاتصالات، وبعض الصواريخ الباليستية تمر عبر الفضاء الخارجي أثناء رحلتها. اعتبارًا من 2019  عمليات النشر المعروفة للأسلحة المتمركزة في الفضاء تشمل فقط تسليح ومسدسات محطة الفضاء الفضائية ألماز مثل مسدس رواد الفضاء للبقاء على قيد الحياة (للإستخدام ما بعد الهبوط وما قبل الاسترداد).

## تاريخ
خلال الحرب الباردة، أنفقت القوتان العظميان في العالم- الاتحاد السوفيتي والولايات المتحدة الأمريكية- نسبًا كبيرة من ناتجهما المحلي الإجمالي على تطوير التقنيات العسكرية. حفز الدافع لوضع الأشياء في المدار أبحاث الفضاء وبدأ في سباق الفضاء. في عام 1957، أطلق اتحاد الجمهوريات الاشتراكية السوفياتية أول قمر صناعي، سبوتنيك 1.